# Lesnoj
Lesnoj (ros. Лесной) – miasto zamknięte w Federacji Rosyjskiej, w obwodzie swierdłowskim, pozostające w gestii Federalnej Agencji Energii Atomowej Rosatom (Государственная корпорация по атомной энергии «Росатом»). Powstało w 1947, zaś prawa miejskie otrzymało w 1954. Przez długi czas funkcjonowało pod utajnioną nazwą Swierdłowsk – 45.
Położone nad brzegami Tury, dopływem Tobołu, 254 km na północ od Jekaterynburga.
W mieście rozwinął się przemysł wysokich technologii, metalowy, maszynowy, gumowy oraz materiałów budowlanych.

## Przypisy

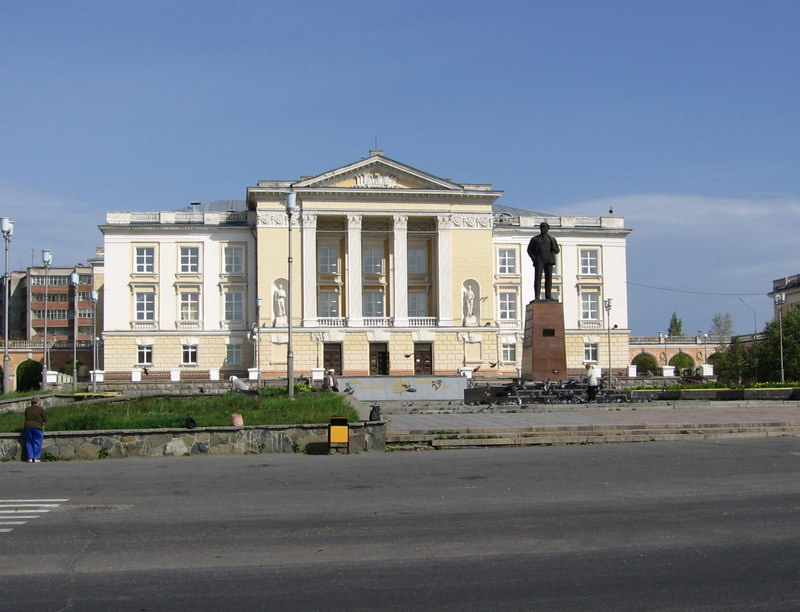
Dom kultury